# Fritz Christen
Fritz Christen (1921. június 29. – 1995. szeptember 23.) német Waffen-SS katona a második világháború idején. A keleti fronton az SS Totenkpof hadosztálynál harcolt, és az egyik összecsapás után megkapta a Lovagkeresztet, így ő lett az első közkatona, aki átvehette ezt a kitüntetést.

## Élete
1940-ben jelentkezett önkéntesnek a Waffen-SS-be, és a Totenkopf hadosztályhoz került, páncéltörő tüzérként. Az 1941-es Barbarossa hadműveletben vetették be. Szeptember 24-én Lusno orosz falunál ásták be magukat, a szovjetek ellentámadását várva. A támadás még aznap megindult, és a falunál volt a legnagyobb erősségű. Az összecsapásban páncéltörőágyújának többi kezelője meghalt, ő azonban folytatta a harcot. Az elkövetkezendő három napon egyedül tartott ki ágyúja mellett, utánpótlás és készletek nélkül. Végül a Totenkopf ellentámadása mentette fel pozícióját. Mivel 13 ellenséges tankot lőtt ki, és 100 gyalogost ölt meg, egységének parancsnoka, Theodor Eicke kitüntette a Vaskereszttel, és Lovagkeresztre terjesztette fel, amelyet személyesen Adolf Hitlertől vehetett át. Christen az első és legfiatalabb közkatona volt, és hadosztályából is az első, aki megkapta ezt a kitüntetést.
Ezután megkülönböztetéssel szolgált tovább a háború végéig. 1945 tavaszán egységének maradékával együtt amerikai hadifogságba esett Csehszlovákiában. Mivel a nyugati szövetségesek bűnszervezetként kezelték a Waffen-SS tagjait, így átadták őket a Vörös Hadseregnek, ahol a Totenkopf tagjaiként igen kemény elbánásban részesültek, az orosz földön elkövetett háborús bűnök miatt. Habár sok SS katona meghalt a szovjet hadifogságban, Christen és egységének sok tagja túlélte azt, és 1955-ben visszatérhetett Németországba, majd 1995-ben halt meg.